# Quận Colleton, South Carolina
Quận Colleton là một quận trong tiểu bang South Carolina. Theo điều tra dân số năm 2000, quận có dân số 38.264 người (ước tính năm 2005 dân số là 39.605 người) người. Quận lỵ đóng ở Walterboro.6 Quận được đặt tên theo Sir John Colleton, 1st Baronet, một trong tám Lords Proprietor của tỉnh Carolina.

## Địa lý
Theo Cục điều tra dân số Hoa Kỳ, quận có tổng diện tích 1.133 dặm Anh vuông (2.935 km²), trong đó, 1.056 dặm Anh vuông (2,736 km²) là diện tích đất và 77 dặm Anh vuông (199 km²) trong tổng diện tích (6.78%) là diện tích mặt nước.1

### Các quận giáp ranh
- Quận Orangeburg, Nam Carolina - Bắc
- Quận Dorchester, Nam Carolina - Đông bắc
- Quận Charleston, Nam Carolina - Đông
- Quận Beaufort, Nam Carolina - Nam
- Quận Hampton, Nam Carolina - Tây
- Quận Allendale, Nam Carolina - Tây
- Quận Bamberg, Nam Carolina - Tây bắc

## Thông tin nhân khẩu
Theo cuộc điều tra dân số2 tiến hành năm 2000, quận này có dân số 38.264 người, 14.470 hộ, và 10.490 gia đình sinh sống trong quận này. Mật độ dân số là 36 người trên mỗi dặm Anh vuông (14/km²). Đã có 18.129 đơn vị nhà ở với một mật độ bình quân là 17 trên mỗi dặm Anh vuông (7/km²).  Cơ cấu chủng tộc của dân cư sinh sống tại quận này gồm 55,52% người da trắng, 42.18% người da đen hoặc người Mỹ gốc Phi, 0.63% người thổ dân châu Mỹ, 0.25% người gốc châu Á, 0.04% người các đảo Thái Bình Dương, 0.56% từ các chủng tộc khác, và 0.82% từ hai hay nhiều chủng tộc.  1.44% dân số là người Hispanic hoặc người Latin thuộc bất cứ chủng tộc nào.
Có 14.470 hộ trong đó có 33.10% có con cái dưới tuổi 18 sống chung với họ, 51.10% là những cặp kết hôn sinh sống với nhau, 16.80% có một chủ hộ là nữ không có chồng sống cùng, và 27.50% là không gia đình. 24.00% trong tất cả các hộ gồm các cá nhân và 10.10% có người sinh sống một mình và có độ tuổi 65 tuổi hay già hơn.  Quy mô trung bình của hộ là 2.62 còn quy mô trung bình của gia đình là 3.11.
Cơ cấu độ tuổi dân cư quận này như sau 27.50% dưới độ tuổi 18, 8.00% từ 18 đến 24, 26.90% từ 25 đến 44, 24.70% từ 45 đến 64, và 12.90% người có độ tuổi 65 tuổi hay già hơn.  Độ tuổi trung bình là 36 tuổi. Cứ mỗi 100 nữ giới thì có 91.90 nam giới. Cứ mỗi 100 nữ giới có độ tuổi 18 và lớn hơn thì, có 87.90 nam giới.
Thu nhập bình quân của một hộ ở quận này là $29.733, và thu nhập bình quân của một gia đình ở quận này là $34.169. Nam giới có thu nhập bình quân $28.518 so với mức thu nhập $19.228 đối với nữ giới. Thu nhập bình quân đầu người của quận là $14.831. Khoảng 17,30% gia đình và 21,10% dân số sống dưới ngưỡng nghèo, bao gồm 28,70% những người có độ tuổi 18 và 19,10% là những người 65 tuổi hoặc già hơn.

## Các thành phố và thị trấn
- Cottageville
- Edisto Beach
- Green Pond
- Lodge
- Round O
- Ruffin
- Smoaks
- Walterboro
- Williams
- Jacksonboro